# Molybdogompha polymygmata
Molybdogompha polymygmata là một loài bướm đêm trong họ Geometridae.